# آگادماتور
آگادماتور (انگلیسی: Agadmator؛ زادهٔ ۱۶ ژوئن ۱۹۸۷) شطرنج‌باز، یوتیوبر، و تهیه‌کننده تلویزیونی اهل کرواسی است.